# John Forest

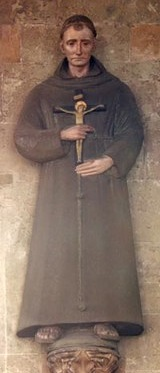
John Forest, Statue in St. Ethelreda, London (1960er Jahre)

John Forest OFM (* 1471 in der Gegend von Oxford; † 22. Mai 1538 in London hingerichtet) war ein englischer Franziskaner-Minorit. Er wird von der römisch-katholischen Kirche als Seliger und Märtyrer verehrt. Er wurde am 9. Dezember 1886 von Leo XIII. seliggesprochen.

## Leben und Tod als Märtyrer
John Forest gehörte zum Franziskanerorden der strengen Observanz in Greenwich. Nach seiner Priesterweihe wurde er königlicher Hofkaplan, später war er Guardian des Klosters in Greenwich.:157 Im Jahr 1525 wurde er zum Provinzialoberen gewählt. 1529 wurde sein Orden aufgehoben, Forest wurde verhaftet. Bald wieder freigelassen predigte er im November 1532 bei St Paul’s Cross London, wo er gegen die – nach seiner Überzeugung – Zerstörung der kirchlichen Autorität die Stimme erhob.
1534 wurde er wieder verhaftet. Schließlich wurde er am 8. April 1538 nach Lambeth vor Erzbischof Thomas Cranmer gebracht, der von ihm einen Widerruf verlangte. Cranmer und Hugh Latimer wurden durch Thomas Cromwell angestachelt, grausam gegen Forest vorzugehen. Bei der Hinrichtung in London-Smithfield, wo Würdenträger wie Cranmer und Cromwell zugegen waren, hielt Latimer eine erbitterte Predigt gegen die „Götzenverehrung“, den katholischen Glauben, dem John Forest auch in seiner Todesstunde treu blieb.:161–163